# Gudrun Abt
Gudrun Abt (Riedlingen, 3 augustus 1962) is een atleet uit Duitsland.
Op de Olympische Zomerspelen van Seoul in 1988 liep ze de 400 meter horden en de 4x400 meter estafette. Met het West-Duitse estafette-team liep ze naar de vierde plaats.
Na de wereldkampioenschappen in Tokio in 1991 stopte Abt met atletiek.
- World Athletics: 14359368